# Championnat des Fidji de football 1997
Navigation
Saison 1994 Saison suivante
La saison 1997 du Championnat des Fidji de football est la vingt-et-unième édition du championnat de première division aux Fidji. Les dix meilleures équipes du pays sont regroupées au sein d'une poule unique, où elles s'affrontent deux fois, à domicile et à l'extérieur. À la fin du championnat, les deux derniers du classement sont relégués et remplacés par le meilleur club de Premier League, la deuxième division fidjienne.
C'est l'équipe de Suva FC, tenant du titre, qui remporte à nouveau la compétition après avoir terminé en tête du classement final, avec deux points d'avance sur Labasa FC et quatre sur Ba FC. C'est le sixième titre de champion des Fidji de l'histoire du club.

## Les clubs participants
| - Ba FC - Lautoka FC - Navua FC - Suva FC - Nasinu FC - Promu de Premier League | - Labasa FC - Nadi FC - Tavua FC - Rewa FC - Nadroga FC |

## Compétition
Le barème utilisé pour établir les différents classements est le suivant :
- Victoire : 3 points
- Match nul : 1 point
- Défaite : 0 point

### Classement
| Rang | Équipe     | Pts | J  | G  | N | P  | Bp | Bc | Diff |
| ---- | ---------- | --- | -- | -- | - | -- | -- | -- | ---- |
| 1    | Suva FCT   | 35  | 18 | 10 | 5 | 3  | 36 | 20 | +16  |
| 2    | Labasa FCC | 33  | 18 | 10 | 3 | 5  | 39 | 26 | +13  |
| 3    | Ba FCC     | 31  | 18 | 8  | 7 | 3  | 42 | 23 | +19  |
| 4    | Navua FC   | 30  | 18 | 9  | 3 | 6  | 20 | 20 | 0    |
| 5    | Lautoka FC | 27  | 18 | 8  | 3 | 7  | 34 | 29 | +5   |
| 6    | Nadi FC    | 26  | 18 | 7  | 5 | 6  | 31 | 18 | +13  |
| 7    | Tavua FC   | 23  | 18 | 6  | 4 | 8  | 33 | 41 | -8   |
| 8    | Rewa FC    | 22  | 18 | 5  | 7 | 6  | 20 | 25 | -5   |
| 9    | Nadroga FC | 14  | 18 | 4  | 2 | 12 | 16 | 34 | -18  |
| 10   | Nasinu FCP | 9   | 18 | 2  | 3 | 13 | 17 | 52 | -35  |

|  | Champion des Fidji 1997                                                          |
|  | Relégation directe en Premier League                                             |
|  | T: Tenant du titre C: Vainqueur de la Coupe des Fidji P: Promu de Premier League |

## Bilan de la saison
| Championnat des Fidji de football 1997                             |                    |
| Champion                                                           | Nadi FC (6e titre) |
| Coupes et trophées                                                 |                    |
| Vainqueur de la Coupe des Fidji 1997                               | Ba FC et Labasa FC |
| Promotions et relégations                                          |                    |
| Promus en Championnat des Fidji de football                        | Fidji U-21         |
| Relégués en Championnat des Fidji de football de deuxième division | Nadroga FC         |
| Relégués en Championnat des Fidji de football de deuxième division | Nasinu FC          |